# Kevin Vermaerke
Kevin Vermaerke (* 16. Oktober 2000 in Rancho Santa Margarita) ist ein US-amerikanischer Radrennfahrer.

## Sportlicher Werdegang
Zum Radsport kam Vermaerke durch seinen Vater, der bei den UCI-Bahn-Weltmeisterschaften 1991 die Silbermedaille in der Einerverfolgung der Junioren gewann. Als Junior fuhr Vermaerke international für die US-amerikanische Nationalmannschaft bei Meisterschaften und im UCI Men Juniors Nations’ Cup. Mit dem Wechsel in die U23 wurde er 2019 Mitglied im UCI Continental Team Hagens Berman Axeon. In jener Saison erzielte er seinen bisher einzigen Erfolg bei einem UCI-Rennen mit dem Gewinn der U23-Ausgabe von Lüttich–Bastogne–Lüttich.
Bereits bei einem Trainingscamp im Dezember 2019 wurde das damalige Team Sunweb auf Vermaerke aufmerksam. Nachdem er in der Saison 2020 Stagaire beim Team war, wurde er zur Saison 2021 festes Mitglied im UCI WorldTeam DSM. Ein zählbarer Erfolg gelang ihm bisher (Stand 2024) nicht, jedoch fuhr er wiederholt vordere Platzierungen ein. Seine bisher besten Ergebnisse waren auf der UCI ProSeries der dritte Gesamtrang beim Arctic Race of Norway 2023 und 2024, mit dem er sich auch jeweils den Gewinn der Nachwuchswertung sicherte, sowie auf der UCI WorldTour der vierte Platz bei der Clásica San Sebastián 2024.

## Erfolge
2019
- Lüttich–Bastogne–Lüttich Espoirs

2023
- Nachwuchswertung Arctic Race of Norway

## Grand Tours
| Grand Tour            | 2022 | 2023 | 2024 |
| --------------------- | ---- | ---- | ---- |
| Giro d’ItaliaGiro     | –    | –    | 29   |
| Tour de FranceTour    | DNF  | 61   | –    |
| Vuelta a EspañaVuelta | –    | –    | –    |